# Bertiera procumbens
Bertiera procumbens är en måreväxtart som beskrevs av Karl Moritz Schumann och Kurt Krause. Bertiera procumbens ingår i släktet Bertiera och familjen måreväxter. Inga underarter finns listade i Catalogue of Life.